# كفلاء بيضاء الطوق
كفلاء بيضاء الطوق (الاسم العلمي:Megalopyge albicollis) هي نوع من الحشرات يتبع جنس الكفلاء من الفصيلة الكفلاوية.